# Liste des communes de la Vienne
Pour les autres listes de communes françaises, voir Listes des communes de France.
| - La Vienne en France métropolitaine. - Carte des communes de la Vienne. |

Cette page liste les 265 communes du département français de la Vienne au 1er janvier 2025.

## Historique
La Vienne est un département français créé à la Révolution française, le 4 mars 1790 en application de la loi du 22 décembre 1789,  à partir d'une portion de la province du Poitou. La Vienne est située dans la région Nouvelle-Aquitaine.
Les communes de la Vienne étaient 281 au 1er janvier 2015, 280 au 1er janvier 2016 avec la création de la commune nouvelle de Senillé-Saint-Sauveur et 274 au 1er janvier 2017, avec la création des communes nouvelles de Beaumont Saint-Cyr, Jaunay-Marigny, Saint-Martin-la-Pallu et Champigny en Rochereau.
Au 1er janvier 2019, la création de Boivre-la-Vallée et Valence-en-Poitou, ainsi que l'extension à Varennes de Saint-Martin-la-Pallu, diminue leur nombre à 266.
Au 1er janvier 2024, le nombre de communes dans la Vienne est porté à 265 suite de la création de la commune de Val-de-Comporté.

## Liste des communes
Le tableau suivant donne la liste des communes au 1er janvier 2025, en précisant leur code Insee, leur code postal principal, leur arrondissement, leur canton, leur intercommunalité, leur superficie, leur population et leur densité, d'après les chiffres de l'Insee issus du recensement 2022,.
| Nom                              | Code Insee | Code postal       | Arrondissement | Canton                                                 | Intercommunalité           | Superficie (km2) | Population (dernière pop. légale) | Densité (hab./km2) | Modifier                                    |
| -------------------------------- | ---------- | ----------------- | -------------- | ------------------------------------------------------ | -------------------------- | ---------------- | --------------------------------- | ------------------ | ------------------------------------------- |
| Poitiers (préfecture)            | 86194      | 86000             | Poitiers       | Poitiers-1 Poitiers-2 Poitiers-3 Poitiers-4 Poitiers-5 | CU Grand Poitiers          | 42,11            | 89 472 (2022)                     | 2 125              | modifier les données · modifier les données |
| Adriers                          | 86001      | 86430             | Montmorillon   | Lussac-les-Châteaux                                    | CC Vienne et Gartempe      | 68,09            | 701 (2022)                        | 10                 | modifier les données · modifier les données |
| Amberre                          | 86002      | 86110             | Poitiers       | Migné-Auxances                                         | CC du Haut Poitou          | 15,63            | 565 (2022)                        | 36                 | modifier les données · modifier les données |
| Anché                            | 86003      | 86700             | Montmorillon   | Lusignan                                               | CC du Civraisien en Poitou | 16,23            | 329 (2022)                        | 20                 | modifier les données · modifier les données |
| Angles-sur-l'Anglin              | 86004      | 86260             | Châtellerault  | Montmorillon                                           | CA Grand Châtellerault     | 14,75            | 362 (2022)                        | 25                 | modifier les données · modifier les données |
| Angliers                         | 86005      | 86330             | Châtellerault  | Loudun                                                 | CC du Pays loudunais       | 23,31            | 607 (2022)                        | 26                 | modifier les données · modifier les données |
| Antigny                          | 86006      | 86310             | Montmorillon   | Montmorillon                                           | CC Vienne et Gartempe      | 43,93            | 543 (2022)                        | 12                 | modifier les données · modifier les données |
| Antran                           | 86007      | 86100             | Châtellerault  | Châtellerault-2                                        | CA Grand Châtellerault     | 23,82            | 1 156 (2022)                      | 49                 | modifier les données · modifier les données |
| Arçay                            | 86008      | 86200             | Châtellerault  | Loudun                                                 | CC du Pays loudunais       | 14,05            | 342 (2022)                        | 24                 | modifier les données · modifier les données |
| Archigny                         | 86009      | 86210             | Châtellerault  | Chauvigny                                              | CA Grand Châtellerault     | 66,68            | 1 060 (2022)                      | 16                 | modifier les données · modifier les données |
| Aslonnes                         | 86010      | 86340             | Poitiers       | Vivonne                                                | CC des Vallées du Clain    | 23,00            | 1 130 (2022)                      | 49                 | modifier les données · modifier les données |
| Asnières-sur-Blour               | 86011      | 86430             | Montmorillon   | Lussac-les-Châteaux                                    | CC Vienne et Gartempe      | 32,49            | 189 (2022)                        | 5,8                | modifier les données · modifier les données |
| Asnois                           | 86012      | 86250             | Montmorillon   | Civray                                                 | CC du Civraisien en Poitou | 16,26            | 132 (2022)                        | 8,1                | modifier les données · modifier les données |
| Aulnay                           | 86013      | 86330             | Châtellerault  | Loudun                                                 | CC du Pays loudunais       | 8,01             | 101 (2022)                        | 13                 | modifier les données · modifier les données |
| Availles-en-Châtellerault        | 86014      | 86530             | Châtellerault  | Chauvigny                                              | CA Grand Châtellerault     | 15,46            | 1 738 (2022)                      | 112                | modifier les données · modifier les données |
| Availles-Limouzine               | 86015      | 86460             | Montmorillon   | Civray                                                 | CC Vienne et Gartempe      | 57,90            | 1 287 (2022)                      | 22                 | modifier les données · modifier les données |
| Avanton                          | 86016      | 86170             | Poitiers       | Migné-Auxances                                         | CC du Haut Poitou          | 10,80            | 2 227 (2022)                      | 206                | modifier les données · modifier les données |
| Ayron                            | 86017      | 86190             | Poitiers       | Vouneuil-sous-Biard                                    | CC du Haut Poitou          | 28,30            | 1 087 (2022)                      | 38                 | modifier les données · modifier les données |
| Basses                           | 86018      | 86200             | Châtellerault  | Loudun                                                 | CC du Pays loudunais       | 10,25            | 336 (2022)                        | 33                 | modifier les données · modifier les données |
| Beaumont Saint-Cyr               | 86019      | 86130 86490       | Poitiers       | Jaunay-Marigny                                         | CU Grand Poitiers          | 36,47            | 2 941 (2022)                      | 81                 | modifier les données · modifier les données |
| Bellefonds                       | 86020      | 86210             | Châtellerault  | Chauvigny                                              | CA Grand Châtellerault     | 8,50             | 250 (2022)                        | 29                 | modifier les données · modifier les données |
| Berrie                           | 86022      | 86120             | Châtellerault  | Loudun                                                 | CC du Pays loudunais       | 16,64            | 253 (2022)                        | 15                 | modifier les données · modifier les données |
| Berthegon                        | 86023      | 86420             | Châtellerault  | Loudun                                                 | CC du Pays loudunais       | 10,61            | 262 (2022)                        | 25                 | modifier les données · modifier les données |
| Béruges                          | 86024      | 86190             | Poitiers       | Vouneuil-sous-Biard                                    | CU Grand Poitiers          | 32,63            | 1 538 (2022)                      | 47                 | modifier les données · modifier les données |
| Béthines                         | 86025      | 86310             | Montmorillon   | Montmorillon                                           | CC Vienne et Gartempe      | 37,02            | 470 (2022)                        | 13                 | modifier les données · modifier les données |
| Beuxes                           | 86026      | 86120             | Châtellerault  | Loudun                                                 | CC du Pays loudunais       | 11,19            | 558 (2022)                        | 50                 | modifier les données · modifier les données |
| Biard                            | 86027      | 86580             | Poitiers       | Poitiers-1                                             | CU Grand Poitiers          | 7,47             | 1 908 (2022)                      | 255                | modifier les données · modifier les données |
| Bignoux                          | 86028      | 86800             | Poitiers       | Chasseneuil-du-Poitou                                  | CU Grand Poitiers          | 14,52            | 1 083 (2022)                      | 75                 | modifier les données · modifier les données |
| Blanzay                          | 86029      | 86400             | Montmorillon   | Civray                                                 | CC du Civraisien en Poitou | 35,45            | 804 (2022)                        | 23                 | modifier les données · modifier les données |
| Boivre-la-Vallée                 | 86123      | 86470             | Poitiers       | Vouneuil-sous-Biard                                    | CC du Haut Poitou          | 117,41           | 3 041 (2022)                      | 26                 | modifier les données · modifier les données |
| Bonnes                           | 86031      | 86300             | Poitiers       | Chasseneuil-du-Poitou                                  | CU Grand Poitiers          | 34,28            | 1 686 (2022)                      | 49                 | modifier les données · modifier les données |
| Bonneuil-Matours                 | 86032      | 86210             | Châtellerault  | Chauvigny                                              | CA Grand Châtellerault     | 42,80            | 2 096 (2022)                      | 49                 | modifier les données · modifier les données |
| Bouresse                         | 86034      | 86410             | Montmorillon   | Lussac-les-Châteaux                                    | CC Vienne et Gartempe      | 36,62            | 623 (2022)                        | 17                 | modifier les données · modifier les données |
| Bourg-Archambault                | 86035      | 86390             | Montmorillon   | Montmorillon                                           | CC Vienne et Gartempe      | 24,33            | 171 (2022)                        | 7,0                | modifier les données · modifier les données |
| Bournand                         | 86036      | 86120             | Châtellerault  | Loudun                                                 | CC du Pays loudunais       | 32,42            | 929 (2022)                        | 29                 | modifier les données · modifier les données |
| Brigueil-le-Chantre              | 86037      | 86290             | Montmorillon   | Montmorillon                                           | CC Vienne et Gartempe      | 53,79            | 460 (2022)                        | 8,6                | modifier les données · modifier les données |
| Brion                            | 86038      | 86160             | Montmorillon   | Lussac-les-Châteaux                                    | CC du Civraisien en Poitou | 16,08            | 221 (2022)                        | 14                 | modifier les données · modifier les données |
| Brux                             | 86039      | 86510             | Montmorillon   | Lusignan                                               | CC du Civraisien en Poitou | 35,91            | 765 (2022)                        | 21                 | modifier les données · modifier les données |
| La Bussière                      | 86040      | 86310             | Montmorillon   | Montmorillon                                           | CC Vienne et Gartempe      | 32,09            | 301 (2022)                        | 9,4                | modifier les données · modifier les données |
| Buxerolles                       | 86041      | 86180             | Poitiers       | Poitiers-2                                             | CU Grand Poitiers          | 9,10             | 10 253 (2022)                     | 1 127              | modifier les données · modifier les données |
| Buxeuil                          | 86042      | 37160             | Châtellerault  | Châtellerault-2                                        | CA Grand Châtellerault     | 11,96            | 901 (2022)                        | 75                 | modifier les données · modifier les données |
| Ceaux-en-Loudun                  | 86044      | 86200             | Châtellerault  | Loudun                                                 | CC du Pays loudunais       | 28,89            | 555 (2022)                        | 19                 | modifier les données · modifier les données |
| Celle-Lévescault                 | 86045      | 86600             | Poitiers       | Lusignan                                               | CU Grand Poitiers          | 42,67            | 1 373 (2022)                      | 32                 | modifier les données · modifier les données |
| Cenon-sur-Vienne                 | 86046      | 86530             | Châtellerault  | Chauvigny                                              | CA Grand Châtellerault     | 8,60             | 1 690 (2022)                      | 197                | modifier les données · modifier les données |
| Cernay                           | 86047      | 86140             | Châtellerault  | Loudun                                                 | CA Grand Châtellerault     | 3,29             | 478 (2022)                        | 145                | modifier les données · modifier les données |
| Chabournay                       | 86048      | 86380             | Poitiers       | Jaunay-Marigny                                         | CC du Haut Poitou          | 5,84             | 1 258 (2022)                      | 215                | modifier les données · modifier les données |
| Chalais                          | 86049      | 86200             | Châtellerault  | Loudun                                                 | CC du Pays loudunais       | 14,87            | 474 (2022)                        | 32                 | modifier les données · modifier les données |
| Chalandray                       | 86050      | 86190             | Poitiers       | Vouneuil-sous-Biard                                    | CC du Haut Poitou          | 24,97            | 794 (2022)                        | 32                 | modifier les données · modifier les données |
| Champagné-le-Sec                 | 86051      | 86510             | Montmorillon   | Civray                                                 | CC du Civraisien en Poitou | 7,99             | 213 (2022)                        | 27                 | modifier les données · modifier les données |
| Champagné-Saint-Hilaire          | 86052      | 86160             | Montmorillon   | Civray                                                 | CC du Civraisien en Poitou | 46,36            | 994 (2022)                        | 21                 | modifier les données · modifier les données |
| Champigny en Rochereau           | 86053      | 86170             | Poitiers       | Migné-Auxances                                         | CC du Haut Poitou          | 33,24            | 1 890 (2022)                      | 57                 | modifier les données · modifier les données |
| Champniers                       | 86054      | 86400             | Montmorillon   | Civray                                                 | CC du Civraisien en Poitou | 20,03            | 354 (2022)                        | 18                 | modifier les données · modifier les données |
| La Chapelle-Bâton                | 86055      | 86250             | Montmorillon   | Civray                                                 | CC du Civraisien en Poitou | 29,68            | 350 (2022)                        | 12                 | modifier les données · modifier les données |
| La Chapelle-Moulière             | 86058      | 86210             | Poitiers       | Chasseneuil-du-Poitou                                  | CU Grand Poitiers          | 17,11            | 730 (2022)                        | 43                 | modifier les données · modifier les données |
| Chapelle-Viviers                 | 86059      | 86300             | Montmorillon   | Chauvigny                                              | CC Vienne et Gartempe      | 14,53            | 564 (2022)                        | 39                 | modifier les données · modifier les données |
| Charroux                         | 86061      | 86250             | Montmorillon   | Civray                                                 | CC du Civraisien en Poitou | 44,29            | 1 046 (2022)                      | 24                 | modifier les données · modifier les données |
| Chasseneuil-du-Poitou            | 86062      | 86360             | Poitiers       | Chasseneuil-du-Poitou                                  | CU Grand Poitiers          | 17,61            | 4 776 (2022)                      | 271                | modifier les données · modifier les données |
| Chatain                          | 86063      | 86250             | Montmorillon   | Civray                                                 | CC du Civraisien en Poitou | 22,05            | 241 (2022)                        | 11                 | modifier les données · modifier les données |
| Château-Garnier                  | 86064      | 86350             | Montmorillon   | Civray                                                 | CC du Civraisien en Poitou | 35,89            | 601 (2022)                        | 17                 | modifier les données · modifier les données |
| Château-Larcher                  | 86065      | 86370             | Poitiers       | Vivonne                                                | CC des Vallées du Clain    | 15,35            | 1 046 (2022)                      | 68                 | modifier les données · modifier les données |
| Châtellerault                    | 86066      | 86100             | Châtellerault  | Châtellerault-1 Châtellerault-2 Châtellerault-3        | CA Grand Châtellerault     | 51,93            | 31 105 (2022)                     | 599                | modifier les données · modifier les données |
| Chaunay                          | 86068      | 86510             | Montmorillon   | Lusignan                                               | CC du Civraisien en Poitou | 38,64            | 1 201 (2022)                      | 31                 | modifier les données · modifier les données |
| La Chaussée                      | 86069      | 86330             | Châtellerault  | Loudun                                                 | CC du Pays loudunais       | 13,58            | 187 (2022)                        | 14                 | modifier les données · modifier les données |
| Chauvigny                        | 86070      | 86300             | Poitiers       | Chauvigny                                              | CU Grand Poitiers          | 95,82            | 7 037 (2022)                      | 73                 | modifier les données · modifier les données |
| Chenevelles                      | 86072      | 86450             | Châtellerault  | Châtellerault-3                                        | CA Grand Châtellerault     | 29,30            | 442 (2022)                        | 15                 | modifier les données · modifier les données |
| Cherves                          | 86073      | 86170             | Poitiers       | Migné-Auxances                                         | CC du Haut Poitou          | 25,81            | 516 (2022)                        | 20                 | modifier les données · modifier les données |
| Chiré-en-Montreuil               | 86074      | 86190             | Poitiers       | Vouneuil-sous-Biard                                    | CC du Haut Poitou          | 21,41            | 923 (2022)                        | 43                 | modifier les données · modifier les données |
| Chouppes                         | 86075      | 86110             | Poitiers       | Loudun                                                 | CC du Haut Poitou          | 31,72            | 801 (2022)                        | 25                 | modifier les données · modifier les données |
| Cissé                            | 86076      | 86170             | Poitiers       | Migné-Auxances                                         | CC du Haut Poitou          | 16,92            | 2 875 (2022)                      | 170                | modifier les données · modifier les données |
| Civaux                           | 86077      | 86320             | Montmorillon   | Lussac-les-Châteaux                                    | CC Vienne et Gartempe      | 26,39            | 1 205 (2022)                      | 46                 | modifier les données · modifier les données |
| Civray                           | 86078      | 86400             | Montmorillon   | Civray                                                 | CC du Civraisien en Poitou | 8,70             | 2 543 (2022)                      | 292                | modifier les données · modifier les données |
| Cloué                            | 86080      | 86600             | Poitiers       | Lusignan                                               | CU Grand Poitiers          | 12,21            | 492 (2022)                        | 40                 | modifier les données · modifier les données |
| Colombiers                       | 86081      | 86490             | Châtellerault  | Châtellerault-1                                        | CA Grand Châtellerault     | 20,77            | 1 418 (2022)                      | 68                 | modifier les données · modifier les données |
| Coulombiers                      | 86083      | 86600             | Poitiers       | Lusignan                                               | CU Grand Poitiers          | 27,93            | 1 143 (2022)                      | 41                 | modifier les données · modifier les données |
| Coulonges-les-Hérolles           | 86084      | 86290             | Montmorillon   | Montmorillon                                           | CC Vienne et Gartempe      | 18,35            | 232 (2022)                        | 13                 | modifier les données · modifier les données |
| Coussay                          | 86085      | 86110             | Poitiers       | Loudun                                                 | CC du Haut Poitou          | 20,14            | 260 (2022)                        | 13                 | modifier les données · modifier les données |
| Coussay-les-Bois                 | 86086      | 86270             | Châtellerault  | Châtellerault-3                                        | CA Grand Châtellerault     | 43,32            | 913 (2022)                        | 21                 | modifier les données · modifier les données |
| Craon                            | 86087      | 86110             | Châtellerault  | Loudun                                                 | CC du Pays loudunais       | 21,58            | 183 (2022)                        | 8,5                | modifier les données · modifier les données |
| Croutelle                        | 86088      | 86240             | Poitiers       | Poitiers-1                                             | CU Grand Poitiers          | 1,48             | 937 (2022)                        | 633                | modifier les données · modifier les données |
| Cuhon                            | 86089      | 86110             | Poitiers       | Migné-Auxances                                         | CC du Haut Poitou          | 16,34            | 389 (2022)                        | 24                 | modifier les données · modifier les données |
| Curçay-sur-Dive                  | 86090      | 86120             | Châtellerault  | Loudun                                                 | CC du Pays loudunais       | 15,79            | 230 (2022)                        | 15                 | modifier les données · modifier les données |
| Curzay-sur-Vonne                 | 86091      | 86600             | Poitiers       | Lusignan                                               | CU Grand Poitiers          | 16,52            | 374 (2022)                        | 23                 | modifier les données · modifier les données |
| Dangé-Saint-Romain               | 86092      | 86220             | Châtellerault  | Châtellerault-2                                        | CA Grand Châtellerault     | 34,99            | 2 968 (2022)                      | 85                 | modifier les données · modifier les données |
| Dercé                            | 86093      | 86420             | Châtellerault  | Loudun                                                 | CC du Pays loudunais       | 12,28            | 163 (2022)                        | 13                 | modifier les données · modifier les données |
| Dienné                           | 86094      | 86410             | Poitiers       | Vivonne                                                | CC des Vallées du Clain    | 16,56            | 583 (2022)                        | 35                 | modifier les données · modifier les données |
| Dissay                           | 86095      | 86130             | Poitiers       | Jaunay-Marigny                                         | CU Grand Poitiers          | 23,71            | 3 143 (2022)                      | 133                | modifier les données · modifier les données |
| Doussay                          | 86096      | 86140             | Châtellerault  | Loudun                                                 | CA Grand Châtellerault     | 27,10            | 680 (2022)                        | 25                 | modifier les données · modifier les données |
| La Ferrière-Airoux               | 86097      | 86160             | Montmorillon   | Civray                                                 | CC du Civraisien en Poitou | 27,22            | 334 (2022)                        | 12                 | modifier les données · modifier les données |
| Fleix                            | 86098      | 86300             | Montmorillon   | Chauvigny                                              | CC Vienne et Gartempe      | 9,15             | 144 (2022)                        | 16                 | modifier les données · modifier les données |
| Fleuré                           | 86099      | 86340             | Poitiers       | Vivonne                                                | CC des Vallées du Clain    | 16,68            | 1 108 (2022)                      | 66                 | modifier les données · modifier les données |
| Fontaine-le-Comte                | 86100      | 86240             | Poitiers       | Poitiers-1                                             | CU Grand Poitiers          | 18,66            | 3 971 (2022)                      | 213                | modifier les données · modifier les données |
| Frozes                           | 86102      | 86190             | Poitiers       | Vouneuil-sous-Biard                                    | CC du Haut Poitou          | 8,72             | 612 (2022)                        | 70                 | modifier les données · modifier les données |
| Gençay                           | 86103      | 86160             | Montmorillon   | Lussac-les-Châteaux                                    | CC du Civraisien en Poitou | 4,74             | 1 681 (2022)                      | 355                | modifier les données · modifier les données |
| Genouillé                        | 86104      | 86250             | Montmorillon   | Civray                                                 | CC du Civraisien en Poitou | 29,80            | 493 (2022)                        | 17                 | modifier les données · modifier les données |
| Gizay                            | 86105      | 86340             | Poitiers       | Vivonne                                                | CC des Vallées du Clain    | 20,76            | 364 (2022)                        | 18                 | modifier les données · modifier les données |
| Glénouze                         | 86106      | 86200             | Châtellerault  | Loudun                                                 | CC du Pays loudunais       | 9,65             | 100 (2022)                        | 10                 | modifier les données · modifier les données |
| Gouex                            | 86107      | 86320             | Montmorillon   | Lussac-les-Châteaux                                    | CC Vienne et Gartempe      | 18,16            | 473 (2022)                        | 26                 | modifier les données · modifier les données |
| La Grimaudière                   | 86108      | 86110 86330       | Châtellerault  | Loudun                                                 | CC du Pays loudunais       | 19,09            | 396 (2022)                        | 21                 | modifier les données · modifier les données |
| Guesnes                          | 86109      | 86420             | Châtellerault  | Loudun                                                 | CC du Pays loudunais       | 12,98            | 232 (2022)                        | 18                 | modifier les données · modifier les données |
| Haims                            | 86110      | 86310             | Montmorillon   | Montmorillon                                           | CC Vienne et Gartempe      | 32,25            | 230 (2022)                        | 7,1                | modifier les données · modifier les données |
| Ingrandes                        | 86111      | 86220             | Châtellerault  | Châtellerault-2                                        | CA Grand Châtellerault     | 35,03            | 1 704 (2022)                      | 49                 | modifier les données · modifier les données |
| L'Isle-Jourdain                  | 86112      | 86150             | Montmorillon   | Lussac-les-Châteaux                                    | CC Vienne et Gartempe      | 5,92             | 1 146 (2022)                      | 194                | modifier les données · modifier les données |
| Iteuil                           | 86113      | 86240             | Poitiers       | Vivonne                                                | CC des Vallées du Clain    | 22,05            | 2 989 (2022)                      | 136                | modifier les données · modifier les données |
| Jardres                          | 86114      | 86800             | Poitiers       | Chasseneuil-du-Poitou                                  | CU Grand Poitiers          | 20,74            | 1 250 (2022)                      | 60                 | modifier les données · modifier les données |
| Jaunay-Marigny                   | 86115      | 86130 86380       | Poitiers       | Jaunay-Marigny                                         | CU Grand Poitiers          | 48,29            | 7 597 (2022)                      | 157                | modifier les données · modifier les données |
| Jazeneuil                        | 86116      | 86600             | Poitiers       | Lusignan                                               | CU Grand Poitiers          | 31,82            | 797 (2022)                        | 25                 | modifier les données · modifier les données |
| Jouhet                           | 86117      | 86500             | Montmorillon   | Montmorillon                                           | CC Vienne et Gartempe      | 25,53            | 510 (2022)                        | 20                 | modifier les données · modifier les données |
| Journet                          | 86118      | 86290             | Montmorillon   | Montmorillon                                           | CC Vienne et Gartempe      | 58,51            | 368 (2022)                        | 6,3                | modifier les données · modifier les données |
| Joussé                           | 86119      | 86350             | Montmorillon   | Civray                                                 | CC du Civraisien en Poitou | 7,59             | 309 (2022)                        | 41                 | modifier les données · modifier les données |
| Lathus-Saint-Rémy                | 86120      | 86390             | Montmorillon   | Montmorillon                                           | CC Vienne et Gartempe      | 98,28            | 1 214 (2022)                      | 12                 | modifier les données · modifier les données |
| Latillé                          | 86121      | 86190             | Poitiers       | Vouneuil-sous-Biard                                    | CC du Haut Poitou          | 25,17            | 1 483 (2022)                      | 59                 | modifier les données · modifier les données |
| Lauthiers                        | 86122      | 86300             | Montmorillon   | Chauvigny                                              | CC Vienne et Gartempe      | 8,16             | 68 (2022)                         | 8,3                | modifier les données · modifier les données |
| Lavoux                           | 86124      | 86800             | Poitiers       | Chasseneuil-du-Poitou                                  | CU Grand Poitiers          | 15,03            | 1 179 (2022)                      | 78                 | modifier les données · modifier les données |
| Leigné-les-Bois                  | 86125      | 86450             | Châtellerault  | Châtellerault-3                                        | CA Grand Châtellerault     | 29,97            | 565 (2022)                        | 19                 | modifier les données · modifier les données |
| Leigné-sur-Usseau                | 86127      | 86230             | Châtellerault  | Châtellerault-2                                        | CA Grand Châtellerault     | 11,23            | 453 (2022)                        | 40                 | modifier les données · modifier les données |
| Leignes-sur-Fontaine             | 86126      | 86300             | Montmorillon   | Chauvigny                                              | CC Vienne et Gartempe      | 32,37            | 644 (2022)                        | 20                 | modifier les données · modifier les données |
| Lencloître                       | 86128      | 86140             | Châtellerault  | Châtellerault-1                                        | CA Grand Châtellerault     | 19,04            | 2 490 (2022)                      | 131                | modifier les données · modifier les données |
| Lésigny                          | 86129      | 86270             | Châtellerault  | Châtellerault-3                                        | CA Grand Châtellerault     | 13,21            | 525 (2022)                        | 40                 | modifier les données · modifier les données |
| Leugny                           | 86130      | 86220             | Châtellerault  | Châtellerault-2                                        | CA Grand Châtellerault     | 15,74            | 370 (2022)                        | 24                 | modifier les données · modifier les données |
| Lhommaizé                        | 86131      | 86410             | Montmorillon   | Lussac-les-Châteaux                                    | CC Vienne et Gartempe      | 30,59            | 912 (2022)                        | 30                 | modifier les données · modifier les données |
| Liglet                           | 86132      | 86290             | Montmorillon   | Montmorillon                                           | CC Vienne et Gartempe      | 52,53            | 301 (2022)                        | 5,7                | modifier les données · modifier les données |
| Ligugé                           | 86133      | 86240             | Poitiers       | Poitiers-5                                             | CU Grand Poitiers          | 22,77            | 3 429 (2022)                      | 151                | modifier les données · modifier les données |
| Linazay                          | 86134      | 86400             | Montmorillon   | Civray                                                 | CC du Civraisien en Poitou | 9,14             | 217 (2022)                        | 24                 | modifier les données · modifier les données |
| Liniers                          | 86135      | 86800             | Poitiers       | Chasseneuil-du-Poitou                                  | CU Grand Poitiers          | 16,19            | 586 (2022)                        | 36                 | modifier les données · modifier les données |
| Lizant                           | 86136      | 86400             | Montmorillon   | Civray                                                 | CC du Civraisien en Poitou | 16,95            | 381 (2022)                        | 22                 | modifier les données · modifier les données |
| Loudun                           | 86137      | 86200             | Châtellerault  | Loudun                                                 | CC du Pays loudunais       | 43,77            | 6 791 (2022)                      | 155                | modifier les données · modifier les données |
| Luchapt                          | 86138      | 86430             | Montmorillon   | Lussac-les-Châteaux                                    | CC Vienne et Gartempe      | 26,39            | 248 (2022)                        | 9,4                | modifier les données · modifier les données |
| Lusignan                         | 86139      | 86600             | Poitiers       | Lusignan                                               | CU Grand Poitiers          | 37,82            | 2 556 (2022)                      | 68                 | modifier les données · modifier les données |
| Lussac-les-Châteaux              | 86140      | 86320             | Montmorillon   | Lussac-les-Châteaux                                    | CC Vienne et Gartempe      | 28,06            | 2 261 (2022)                      | 81                 | modifier les données · modifier les données |
| Magné                            | 86141      | 86160             | Montmorillon   | Civray                                                 | CC du Civraisien en Poitou | 20,01            | 672 (2022)                        | 34                 | modifier les données · modifier les données |
| Maillé                           | 86142      | 86190             | Poitiers       | Vouneuil-sous-Biard                                    | CC du Haut Poitou          | 12,32            | 640 (2022)                        | 52                 | modifier les données · modifier les données |
| Mairé                            | 86143      | 86270             | Châtellerault  | Châtellerault-3                                        | CA Grand Châtellerault     | 20,57            | 174 (2022)                        | 8,5                | modifier les données · modifier les données |
| Maisonneuve                      | 86144      | 86170             | Poitiers       | Migné-Auxances                                         | CC du Haut Poitou          | 8,97             | 324 (2022)                        | 36                 | modifier les données · modifier les données |
| Marçay                           | 86145      | 86370             | Poitiers       | Vivonne                                                | CC des Vallées du Clain    | 30,32            | 1 119 (2022)                      | 37                 | modifier les données · modifier les données |
| Marigny-Chemereau                | 86147      | 86370             | Poitiers       | Vivonne                                                | CC des Vallées du Clain    | 11,51            | 603 (2022)                        | 52                 | modifier les données · modifier les données |
| Marnay                           | 86148      | 86160             | Poitiers       | Vivonne                                                | CC des Vallées du Clain    | 45,10            | 714 (2022)                        | 16                 | modifier les données · modifier les données |
| Martaizé                         | 86149      | 86330             | Châtellerault  | Loudun                                                 | CC du Pays loudunais       | 19,48            | 360 (2022)                        | 18                 | modifier les données · modifier les données |
| Massognes                        | 86150      | 86170             | Poitiers       | Migné-Auxances                                         | CC du Haut Poitou          | 13,59            | 271 (2022)                        | 20                 | modifier les données · modifier les données |
| Maulay                           | 86151      | 86200             | Châtellerault  | Loudun                                                 | CC du Pays loudunais       | 23,01            | 187 (2022)                        | 8,1                | modifier les données · modifier les données |
| Mauprévoir                       | 86152      | 86460             | Montmorillon   | Civray                                                 | CC Vienne et Gartempe      | 48,59            | 590 (2022)                        | 12                 | modifier les données · modifier les données |
| Mazerolles                       | 86153      | 86320             | Montmorillon   | Lussac-les-Châteaux                                    | CC Vienne et Gartempe      | 21,25            | 853 (2022)                        | 40                 | modifier les données · modifier les données |
| Mazeuil                          | 86154      | 86110             | Châtellerault  | Loudun                                                 | CC du Pays loudunais       | 13,63            | 245 (2022)                        | 18                 | modifier les données · modifier les données |
| Messemé                          | 86156      | 86200             | Châtellerault  | Loudun                                                 | CC du Pays loudunais       | 9,84             | 241 (2022)                        | 24                 | modifier les données · modifier les données |
| Mignaloux-Beauvoir               | 86157      | 86550             | Poitiers       | Poitiers-4                                             | CU Grand Poitiers          | 21,56            | 5 224 (2022)                      | 242                | modifier les données · modifier les données |
| Migné-Auxances                   | 86158      | 86440             | Poitiers       | Migné-Auxances                                         | CU Grand Poitiers          | 28,96            | 6 276 (2022)                      | 217                | modifier les données · modifier les données |
| Millac                           | 86159      | 86150             | Montmorillon   | Lussac-les-Châteaux                                    | CC Vienne et Gartempe      | 40,59            | 467 (2022)                        | 12                 | modifier les données · modifier les données |
| Mirebeau                         | 86160      | 86110             | Poitiers       | Migné-Auxances                                         | CC du Haut Poitou          | 13,84            | 2 144 (2022)                      | 155                | modifier les données · modifier les données |
| Moncontour                       | 86161      | 86330             | Châtellerault  | Loudun                                                 | CC du Pays loudunais       | 41,06            | 982 (2022)                        | 24                 | modifier les données · modifier les données |
| Mondion                          | 86162      | 86230             | Châtellerault  | Châtellerault-2                                        | CA Grand Châtellerault     | 8,91             | 118 (2022)                        | 13                 | modifier les données · modifier les données |
| Montamisé                        | 86163      | 86360             | Poitiers       | Chasseneuil-du-Poitou                                  | CU Grand Poitiers          | 31,71            | 3 710 (2022)                      | 117                | modifier les données · modifier les données |
| Monthoiron                       | 86164      | 86210             | Châtellerault  | Chauvigny                                              | CA Grand Châtellerault     | 16,66            | 672 (2022)                        | 40                 | modifier les données · modifier les données |
| Montmorillon                     | 86165      | 86500             | Montmorillon   | Montmorillon                                           | CC Vienne et Gartempe      | 57,00            | 5 867 (2022)                      | 103                | modifier les données · modifier les données |
| Monts-sur-Guesnes                | 86167      | 86420             | Châtellerault  | Loudun                                                 | CC du Pays loudunais       | 11,40            | 917 (2022)                        | 80                 | modifier les données · modifier les données |
| Morton                           | 86169      | 86120             | Châtellerault  | Loudun                                                 | CC du Pays loudunais       | 7,99             | 368 (2022)                        | 46                 | modifier les données · modifier les données |
| Moulismes                        | 86170      | 86500             | Montmorillon   | Montmorillon                                           | CC Vienne et Gartempe      | 29,06            | 361 (2022)                        | 12                 | modifier les données · modifier les données |
| Moussac                          | 86171      | 86150             | Montmorillon   | Lussac-les-Châteaux                                    | CC Vienne et Gartempe      | 24,69            | 433 (2022)                        | 18                 | modifier les données · modifier les données |
| Mouterre-Silly                   | 86173      | 86200             | Châtellerault  | Loudun                                                 | CC du Pays loudunais       | 30,89            | 621 (2022)                        | 20                 | modifier les données · modifier les données |
| Mouterre-sur-Blourde             | 86172      | 86430             | Montmorillon   | Lussac-les-Châteaux                                    | CC Vienne et Gartempe      | 20,18            | 167 (2022)                        | 8,3                | modifier les données · modifier les données |
| Naintré                          | 86174      | 86530             | Châtellerault  | Châtellerault-1                                        | CA Grand Châtellerault     | 24,86            | 5 954 (2022)                      | 240                | modifier les données · modifier les données |
| Nalliers                         | 86175      | 86310             | Montmorillon   | Montmorillon                                           | CC Vienne et Gartempe      | 16,03            | 306 (2022)                        | 19                 | modifier les données · modifier les données |
| Nérignac                         | 86176      | 86150             | Montmorillon   | Lussac-les-Châteaux                                    | CC Vienne et Gartempe      | 4,46             | 117 (2022)                        | 26                 | modifier les données · modifier les données |
| Neuville-de-Poitou               | 86177      | 86170             | Poitiers       | Migné-Auxances                                         | CC du Haut Poitou          | 17,06            | 5 465 (2022)                      | 320                | modifier les données · modifier les données |
| Nieuil-l'Espoir                  | 86178      | 86340             | Poitiers       | Vivonne                                                | CC des Vallées du Clain    | 20,64            | 2 680 (2022)                      | 130                | modifier les données · modifier les données |
| Nouaillé-Maupertuis              | 86180      | 86340             | Poitiers       | Vivonne                                                | CC des Vallées du Clain    | 22,13            | 2 955 (2022)                      | 134                | modifier les données · modifier les données |
| Nueil-sous-Faye                  | 86181      | 86200             | Châtellerault  | Loudun                                                 | CC du Pays loudunais       | 15,99            | 218 (2022)                        | 14                 | modifier les données · modifier les données |
| Orches                           | 86182      | 86230             | Châtellerault  | Châtellerault-2                                        | CA Grand Châtellerault     | 19,22            | 356 (2022)                        | 19                 | modifier les données · modifier les données |
| Les Ormes                        | 86183      | 86220             | Châtellerault  | Châtellerault-2                                        | CA Grand Châtellerault     | 24,22            | 1 620 (2022)                      | 67                 | modifier les données · modifier les données |
| Ouzilly                          | 86184      | 86380             | Châtellerault  | Châtellerault-1                                        | CA Grand Châtellerault     | 10,63            | 954 (2022)                        | 90                 | modifier les données · modifier les données |
| Oyré                             | 86186      | 86220             | Châtellerault  | Châtellerault-2                                        | CA Grand Châtellerault     | 33,19            | 964 (2022)                        | 29                 | modifier les données · modifier les données |
| Paizay-le-Sec                    | 86187      | 86300             | Montmorillon   | Chauvigny                                              | CC Vienne et Gartempe      | 34,65            | 474 (2022)                        | 14                 | modifier les données · modifier les données |
| Payroux                          | 86189      | 86350             | Montmorillon   | Civray                                                 | CC du Civraisien en Poitou | 30,05            | 463 (2022)                        | 15                 | modifier les données · modifier les données |
| Persac                           | 86190      | 86320             | Montmorillon   | Lussac-les-Châteaux                                    | CC Vienne et Gartempe      | 59,41            | 718 (2022)                        | 12                 | modifier les données · modifier les données |
| Pindray                          | 86191      | 86500             | Montmorillon   | Montmorillon                                           | CC Vienne et Gartempe      | 26,74            | 248 (2022)                        | 9,3                | modifier les données · modifier les données |
| Plaisance                        | 86192      | 86500             | Montmorillon   | Montmorillon                                           | CC Vienne et Gartempe      | 13,11            | 177 (2022)                        | 14                 | modifier les données · modifier les données |
| Pleumartin                       | 86193      | 86450             | Châtellerault  | Châtellerault-3                                        | CA Grand Châtellerault     | 23,92            | 1 208 (2022)                      | 51                 | modifier les données · modifier les données |
| Port-de-Piles                    | 86195      | 86220             | Châtellerault  | Châtellerault-2                                        | CA Grand Châtellerault     | 5,32             | 548 (2022)                        | 103                | modifier les données · modifier les données |
| Pouançay                         | 86196      | 86120             | Châtellerault  | Loudun                                                 | CC du Pays loudunais       | 5,46             | 232 (2022)                        | 42                 | modifier les données · modifier les données |
| Pouant                           | 86197      | 86200             | Châtellerault  | Loudun                                                 | CC du Pays loudunais       | 26,57            | 412 (2022)                        | 16                 | modifier les données · modifier les données |
| Pouillé                          | 86198      | 86800             | Poitiers       | Chasseneuil-du-Poitou                                  | CU Grand Poitiers          | 13,96            | 731 (2022)                        | 52                 | modifier les données · modifier les données |
| Pressac                          | 86200      | 86460             | Montmorillon   | Civray                                                 | CC Vienne et Gartempe      | 49,21            | 551 (2022)                        | 11                 | modifier les données · modifier les données |
| Prinçay                          | 86201      | 86420             | Châtellerault  | Loudun                                                 | CC du Pays loudunais       | 16,59            | 204 (2022)                        | 12                 | modifier les données · modifier les données |
| La Puye                          | 86202      | 86260             | Poitiers       | Montmorillon                                           | CU Grand Poitiers          | 23,57            | 604 (2022)                        | 26                 | modifier les données · modifier les données |
| Queaux                           | 86203      | 86150             | Montmorillon   | Lussac-les-Châteaux                                    | CC Vienne et Gartempe      | 52,64            | 570 (2022)                        | 11                 | modifier les données · modifier les données |
| Quinçay                          | 86204      | 86190             | Poitiers       | Vouneuil-sous-Biard                                    | CC du Haut Poitou          | 29,66            | 2 113 (2022)                      | 71                 | modifier les données · modifier les données |
| Ranton                           | 86205      | 86200             | Châtellerault  | Loudun                                                 | CC du Pays loudunais       | 6,07             | 204 (2022)                        | 34                 | modifier les données · modifier les données |
| Raslay                           | 86206      | 86120             | Châtellerault  | Loudun                                                 | CC du Pays loudunais       | 3,98             | 135 (2022)                        | 34                 | modifier les données · modifier les données |
| La Roche-Posay                   | 86207      | 86270             | Châtellerault  | Châtellerault-3                                        | CA Grand Châtellerault     | 35,31            | 1 571 (2022)                      | 44                 | modifier les données · modifier les données |
| La Roche-Rigault                 | 86079      | 86200             | Châtellerault  | Loudun                                                 | CC du Pays loudunais       | 25,64            | 562 (2022)                        | 22                 | modifier les données · modifier les données |
| Roches-Prémarie-Andillé          | 86209      | 86340             | Poitiers       | Vivonne                                                | CC des Vallées du Clain    | 22,37            | 2 174 (2022)                      | 97                 | modifier les données · modifier les données |
| Roiffé                           | 86210      | 86120             | Châtellerault  | Loudun                                                 | CC du Pays loudunais       | 24,30            | 748 (2022)                        | 31                 | modifier les données · modifier les données |
| Romagne                          | 86211      | 86700             | Montmorillon   | Lusignan                                               | CC du Civraisien en Poitou | 40,84            | 803 (2022)                        | 20                 | modifier les données · modifier les données |
| Rouillé                          | 86213      | 86480             | Poitiers       | Lusignan                                               | CU Grand Poitiers          | 52,01            | 2 521 (2022)                      | 48                 | modifier les données · modifier les données |
| Saint-Benoît                     | 86214      | 86280             | Poitiers       | Poitiers-5                                             | CU Grand Poitiers          | 13,58            | 7 306 (2022)                      | 538                | modifier les données · modifier les données |
| Saint-Christophe                 | 86217      | 86230             | Châtellerault  | Châtellerault-2                                        | CA Grand Châtellerault     | 15,20            | 278 (2022)                        | 18                 | modifier les données · modifier les données |
| Saint-Clair                      | 86218      | 86330             | Châtellerault  | Loudun                                                 | CC du Pays loudunais       | 10,67            | 205 (2022)                        | 19                 | modifier les données · modifier les données |
| Saint-Gaudent                    | 86220      | 86400             | Montmorillon   | Civray                                                 | CC du Civraisien en Poitou | 11,76            | 312 (2022)                        | 27                 | modifier les données · modifier les données |
| Saint-Genest-d'Ambière           | 86221      | 86140             | Châtellerault  | Châtellerault-1                                        | CA Grand Châtellerault     | 32,06            | 1 211 (2022)                      | 38                 | modifier les données · modifier les données |
| Saint-Georges-lès-Baillargeaux   | 86222      | 86130             | Poitiers       | Jaunay-Marigny                                         | CU Grand Poitiers          | 33,90            | 4 345 (2022)                      | 128                | modifier les données · modifier les données |
| Saint-Germain                    | 86223      | 86310             | Montmorillon   | Montmorillon                                           | CC Vienne et Gartempe      | 20,23            | 883 (2022)                        | 44                 | modifier les données · modifier les données |
| Saint-Gervais-les-Trois-Clochers | 86224      | 86230             | Châtellerault  | Châtellerault-2                                        | CA Grand Châtellerault     | 39,15            | 1 318 (2022)                      | 34                 | modifier les données · modifier les données |
| Saint-Jean-de-Sauves             | 86225      | 86330             | Châtellerault  | Loudun                                                 | CC du Pays loudunais       | 56,58            | 1 292 (2022)                      | 23                 | modifier les données · modifier les données |
| Saint-Julien-l'Ars               | 86226      | 86800             | Poitiers       | Chasseneuil-du-Poitou                                  | CU Grand Poitiers          | 18,46            | 2 871 (2022)                      | 156                | modifier les données · modifier les données |
| Saint-Laon                       | 86227      | 86200             | Châtellerault  | Loudun                                                 | CC du Pays loudunais       | 11,93            | 136 (2022)                        | 11                 | modifier les données · modifier les données |
| Saint-Laurent-de-Jourdes         | 86228      | 86410             | Montmorillon   | Lussac-les-Châteaux                                    | CC Vienne et Gartempe      | 17,96            | 196 (2022)                        | 11                 | modifier les données · modifier les données |
| Saint-Léger-de-Montbrillais      | 86229      | 86120             | Châtellerault  | Loudun                                                 | CC du Pays loudunais       | 10,40            | 347 (2022)                        | 33                 | modifier les données · modifier les données |
| Saint-Léomer                     | 86230      | 86290             | Montmorillon   | Montmorillon                                           | CC Vienne et Gartempe      | 28,67            | 171 (2022)                        | 6,0                | modifier les données · modifier les données |
| Saint-Martin-l'Ars               | 86234      | 86350             | Montmorillon   | Civray                                                 | CC Vienne et Gartempe      | 41,76            | 369 (2022)                        | 8,8                | modifier les données · modifier les données |
| Saint-Martin-la-Pallu            | 86281      | 86110 86170 86380 | Poitiers       | Jaunay-Marigny                                         | CC du Haut Poitou          | 93,87            | 5 663 (2022)                      | 60                 | modifier les données · modifier les données |
| Saint-Maurice-la-Clouère         | 86235      | 86160             | Montmorillon   | Lussac-les-Châteaux                                    | CC du Civraisien en Poitou | 39,60            | 1 310 (2022)                      | 33                 | modifier les données · modifier les données |
| Saint-Pierre-d'Exideuil          | 86237      | 86400             | Montmorillon   | Civray                                                 | CC du Civraisien en Poitou | 19,32            | 728 (2022)                        | 38                 | modifier les données · modifier les données |
| Saint-Pierre-de-Maillé           | 86236      | 86260             | Montmorillon   | Montmorillon                                           | CC Vienne et Gartempe      | 74,89            | 852 (2022)                        | 11                 | modifier les données · modifier les données |
| Saint-Rémy-sur-Creuse            | 86241      | 86220             | Châtellerault  | Châtellerault-2                                        | CA Grand Châtellerault     | 12,94            | 453 (2022)                        | 35                 | modifier les données · modifier les données |
| Saint-Romain                     | 86242      | 86250             | Montmorillon   | Civray                                                 | CC du Civraisien en Poitou | 20,48            | 390 (2022)                        | 19                 | modifier les données · modifier les données |
| Saint-Sauvant                    | 86244      | 86600             | Poitiers       | Lusignan                                               | CU Grand Poitiers          | 59,58            | 1 298 (2022)                      | 22                 | modifier les données · modifier les données |
| Saint-Savin                      | 86246      | 86310             | Montmorillon   | Montmorillon                                           | CC Vienne et Gartempe      | 18,80            | 816 (2022)                        | 43                 | modifier les données · modifier les données |
| Saint-Secondin                   | 86248      | 86350             | Montmorillon   | Lussac-les-Châteaux                                    | CC du Civraisien en Poitou | 38,14            | 531 (2022)                        | 14                 | modifier les données · modifier les données |
| Sainte-Radégonde                 | 86239      | 86300             | Poitiers       | Chauvigny                                              | CU Grand Poitiers          | 13,18            | 184 (2022)                        | 14                 | modifier les données · modifier les données |
| Saires                           | 86249      | 86420             | Châtellerault  | Loudun                                                 | CC du Pays loudunais       | 14,05            | 124 (2022)                        | 8,8                | modifier les données · modifier les données |
| Saix                             | 86250      | 86120             | Châtellerault  | Loudun                                                 | CC du Pays loudunais       | 22,55            | 263 (2022)                        | 12                 | modifier les données · modifier les données |
| Sammarçolles                     | 86252      | 86200             | Châtellerault  | Loudun                                                 | CC du Pays loudunais       | 21,22            | 648 (2022)                        | 31                 | modifier les données · modifier les données |
| Sanxay                           | 86253      | 86600             | Poitiers       | Lusignan                                               | CU Grand Poitiers          | 24,13            | 548 (2022)                        | 23                 | modifier les données · modifier les données |
| Saulgé                           | 86254      | 86500             | Montmorillon   | Montmorillon                                           | CC Vienne et Gartempe      | 62,31            | 1 005 (2022)                      | 16                 | modifier les données · modifier les données |
| Savigné                          | 86255      | 86400             | Montmorillon   | Civray                                                 | CC du Civraisien en Poitou | 36,35            | 1 265 (2022)                      | 35                 | modifier les données · modifier les données |
| Savigny-Lévescault               | 86256      | 86800             | Poitiers       | Chasseneuil-du-Poitou                                  | CU Grand Poitiers          | 22,14            | 1 247 (2022)                      | 56                 | modifier les données · modifier les données |
| Savigny-sous-Faye                | 86257      | 86140             | Châtellerault  | Châtellerault-2                                        | CA Grand Châtellerault     | 15,00            | 377 (2022)                        | 25                 | modifier les données · modifier les données |
| Scorbé-Clairvaux                 | 86258      | 86140             | Châtellerault  | Châtellerault-1                                        | CA Grand Châtellerault     | 22,85            | 2 177 (2022)                      | 95                 | modifier les données · modifier les données |
| Senillé-Saint-Sauveur            | 86245      | 86100             | Châtellerault  | Châtellerault-3                                        | CA Grand Châtellerault     | 50,31            | 1 724 (2022)                      | 34                 | modifier les données · modifier les données |
| Sérigny                          | 86260      | 86230             | Châtellerault  | Châtellerault-2                                        | CA Grand Châtellerault     | 24,92            | 314 (2022)                        | 13                 | modifier les données · modifier les données |
| Sèvres-Anxaumont                 | 86261      | 86800             | Poitiers       | Chasseneuil-du-Poitou                                  | CU Grand Poitiers          | 15,49            | 2 354 (2022)                      | 152                | modifier les données · modifier les données |
| Sillars                          | 86262      | 86320             | Montmorillon   | Lussac-les-Châteaux                                    | CC Vienne et Gartempe      | 60,79            | 571 (2022)                        | 9,4                | modifier les données · modifier les données |
| Smarves                          | 86263      | 86240             | Poitiers       | Vivonne                                                | CC des Vallées du Clain    | 20,09            | 2 941 (2022)                      | 146                | modifier les données · modifier les données |
| Sommières-du-Clain               | 86264      | 86160             | Montmorillon   | Civray                                                 | CC du Civraisien en Poitou | 26,21            | 738 (2022)                        | 28                 | modifier les données · modifier les données |
| Sossais                          | 86265      | 86230             | Châtellerault  | Châtellerault-2                                        | CA Grand Châtellerault     | 12,04            | 414 (2022)                        | 34                 | modifier les données · modifier les données |
| Surin                            | 86266      | 86250             | Montmorillon   | Civray                                                 | CC du Civraisien en Poitou | 11,91            | 124 (2022)                        | 10                 | modifier les données · modifier les données |
| Tercé                            | 86268      | 86800             | Poitiers       | Chasseneuil-du-Poitou                                  | CU Grand Poitiers          | 23,53            | 1 134 (2022)                      | 48                 | modifier les données · modifier les données |
| Ternay                           | 86269      | 86120             | Châtellerault  | Loudun                                                 | CC du Pays loudunais       | 10,05            | 192 (2022)                        | 19                 | modifier les données · modifier les données |
| Thollet                          | 86270      | 86290             | Montmorillon   | Montmorillon                                           | CC Vienne et Gartempe      | 29,92            | 163 (2022)                        | 5,4                | modifier les données · modifier les données |
| Thurageau                        | 86271      | 86110             | Poitiers       | Migné-Auxances                                         | CC du Haut Poitou          | 35,29            | 732 (2022)                        | 21                 | modifier les données · modifier les données |
| Thuré                            | 86272      | 86540             | Châtellerault  | Châtellerault-1                                        | CA Grand Châtellerault     | 43,47            | 2 787 (2022)                      | 64                 | modifier les données · modifier les données |
| La Trimouille                    | 86273      | 86290             | Montmorillon   | Montmorillon                                           | CC Vienne et Gartempe      | 41,65            | 863 (2022)                        | 21                 | modifier les données · modifier les données |
| Les Trois-Moutiers               | 86274      | 86120             | Châtellerault  | Loudun                                                 | CC du Pays loudunais       | 35,94            | 1 082 (2022)                      | 30                 | modifier les données · modifier les données |
| Usseau                           | 86275      | 86230             | Châtellerault  | Châtellerault-2                                        | CA Grand Châtellerault     | 18,95            | 582 (2022)                        | 31                 | modifier les données · modifier les données |
| Usson-du-Poitou                  | 86276      | 86350             | Montmorillon   | Lussac-les-Châteaux                                    | CC Vienne et Gartempe      | 72,64            | 1 226 (2022)                      | 17                 | modifier les données · modifier les données |
| Val-de-Comporté                  | 86247      | 86400             | Montmorillon   | Civray                                                 | CC du Civraisien en Poitou | 21,49            | 1 007 (2022)                      | 47                 | modifier les données · modifier les données |
| Valdivienne                      | 86233      | 86300             | Montmorillon   | Chauvigny                                              | CC Vienne et Gartempe      | 61,24            | 2 728 (2022)                      | 45                 | modifier les données · modifier les données |
| Valence-en-Poitou                | 86082      | 86700             | Montmorillon   | Lusignan                                               | CC du Civraisien en Poitou | 83,22            | 4 323 (2022)                      | 52                 | modifier les données · modifier les données |
| Vaux-sur-Vienne                  | 86279      | 86220             | Châtellerault  | Châtellerault-2                                        | CA Grand Châtellerault     | 7,00             | 543 (2022)                        | 78                 | modifier les données · modifier les données |
| Vellèches                        | 86280      | 86230             | Châtellerault  | Châtellerault-2                                        | CA Grand Châtellerault     | 19,64            | 349 (2022)                        | 18                 | modifier les données · modifier les données |
| Vernon                           | 86284      | 86340             | Poitiers       | Vivonne                                                | CC des Vallées du Clain    | 38,38            | 721 (2022)                        | 19                 | modifier les données · modifier les données |
| Verrières                        | 86285      | 86410             | Montmorillon   | Lussac-les-Châteaux                                    | CC Vienne et Gartempe      | 19,58            | 930 (2022)                        | 47                 | modifier les données · modifier les données |
| Verrue                           | 86286      | 86420             | Châtellerault  | Loudun                                                 | CC du Pays loudunais       | 28,44            | 382 (2022)                        | 13                 | modifier les données · modifier les données |
| Vézières                         | 86287      | 86120             | Châtellerault  | Loudun                                                 | CC du Pays loudunais       | 26,31            | 346 (2022)                        | 13                 | modifier les données · modifier les données |
| Vicq-sur-Gartempe                | 86288      | 86260             | Châtellerault  | Châtellerault-3                                        | CA Grand Châtellerault     | 33,22            | 656 (2022)                        | 20                 | modifier les données · modifier les données |
| Le Vigeant                       | 86289      | 86150             | Montmorillon   | Lussac-les-Châteaux                                    | CC Vienne et Gartempe      | 64,36            | 656 (2022)                        | 10                 | modifier les données · modifier les données |
| La Villedieu-du-Clain            | 86290      | 86340             | Poitiers       | Vivonne                                                | CC des Vallées du Clain    | 7,16             | 1 526 (2022)                      | 213                | modifier les données · modifier les données |
| Villemort                        | 86291      | 86310             | Montmorillon   | Montmorillon                                           | CC Vienne et Gartempe      | 4,42             | 101 (2022)                        | 23                 | modifier les données · modifier les données |
| Villiers                         | 86292      | 86190             | Poitiers       | Migné-Auxances                                         | CC du Haut Poitou          | 10,87            | 955 (2022)                        | 88                 | modifier les données · modifier les données |
| Vivonne                          | 86293      | 86370             | Poitiers       | Vivonne                                                | CC des Vallées du Clain    | 41,16            | 4 505 (2022)                      | 109                | modifier les données · modifier les données |
| Vouillé                          | 86294      | 86190             | Poitiers       | Vouneuil-sous-Biard                                    | CC du Haut Poitou          | 33,95            | 3 707 (2022)                      | 109                | modifier les données · modifier les données |
| Voulême                          | 86295      | 86400             | Montmorillon   | Civray                                                 | CC du Civraisien en Poitou | 11,12            | 394 (2022)                        | 35                 | modifier les données · modifier les données |
| Voulon                           | 86296      | 86700             | Montmorillon   | Lusignan                                               | CC du Civraisien en Poitou | 8,31             | 468 (2022)                        | 56                 | modifier les données · modifier les données |
| Vouneuil-sous-Biard              | 86297      | 86580             | Poitiers       | Vouneuil-sous-Biard                                    | CU Grand Poitiers          | 25,98            | 6 245 (2022)                      | 240                | modifier les données · modifier les données |
| Vouneuil-sur-Vienne              | 86298      | 86210             | Châtellerault  | Chauvigny                                              | CA Grand Châtellerault     | 36,80            | 2 278 (2022)                      | 62                 | modifier les données · modifier les données |
| Vouzailles                       | 86299      | 86170             | Poitiers       | Migné-Auxances                                         | CC du Haut Poitou          | 15,77            | 563 (2022)                        | 36                 | modifier les données · modifier les données |
| Yversay                          | 86300      | 86170             | Poitiers       | Migné-Auxances                                         | CC du Haut Poitou          | 5,95             | 636 (2022)                        | 107                | modifier les données · modifier les données |
| Vienne                           | 86         |                   |                |                                                        |                            | 6 990,00         | 438 688 (2022)                    | 63                 | modifier les données                        |